# Henrik Johan Holmberg
Henrik Johan Holmberg ou Heinrich Johann Holmberg (Kökar, 3 de janeiro de 1818  – Helsinki, 23 de dezembro de 1864) foi um naturalista, geólogo e etnógrafo finlandês. Ele foi o primeiro a registrar o Massacre de Awa'uq pela Companhia Shelikhov-Golikov na América Russa.
A espécie Trachypachus holmbergi (Mannerheim, 1853) foi batizada em sua homenagem.

## Trabalhos publicados
- Geognostische Bemerkungen auf einer Baidarkenfahrt um die Insel Kadjak: Augeführt im Sommer 1851 (1853)
- Ethnographische Skizzen über die Völker des russischen Amerika I–II (1855–1862)
- Mineralogischer Wegweiser durch Finnland I–II (1857)
- Materialier till Finlands geognosi I–II (1858)
- Förteckning och afbildningar af finska fornlemningar I–II (1859–1863)
- Katalog öfver Kejserliga Alexanders-Universitetets Etnografiska Samlingar (1859)